# Chantal Chaudé de Silans
Chantal Chaudé de Silans (* 9. März 1919 in Versailles; † 5. September 2001 in Grasse) war eine französische Schachspielerin.

## Leben
Schon mit 17 Jahren wurde Chantal Chaudé de Silans 1936 französische Meisterin der Frauen. Bei der Schachweltmeisterschaft der Frauen 1949/50 in Moskau lag sie lange in Führung, ließ dann aber nach und belegte am Ende den geteilten 5.–7. Platz. Im gleichen Jahr erhielt sie den Titel einer Internationalen Meisterin der Frauen (WIM). Im Jahr 1950 nahm sie als erste und für lange Zeit einzige Frau an der Schacholympiade teil. Chaudé de Silans qualifizierte sich mehrfach für die Endrunde der französischen Einzelmeisterschaft (sie blieb jahrelang die einzige Frau, der dies gelang) und erreichte als beste Platzierung 1951 in Vichy den dritten Platz. 1951 spielte sie im Zürcher Kaufhaus Jelmoli einen Wettkampf gegen Henry Grob, den damaligen Schweizer Meister. Sie nahm noch dreimal an Kandidatenturnieren zur Frauen-Weltmeisterschaft teil: Moskau 1952 (geteilter 8.–10. Platz), Moskau 1955 (geteilter 10.–13. Platz) und Vrnjačka Banja 1961 (geteilter 12.–14. Platz). Madame Chaudé de Silans spielte noch in hohem Alter für ihren Verein in der ersten französischen Liga am Damenbrett.
1990 wurde ihr der Titel Ehren-Großmeisterin der Frauen (HWGM) verliehen.
Ab 1970 leitete sie einen nach der Schachgöttin Caissa benannten Schachklub in Paris. Ein Mitglied des Klubs war Exweltmeister Boris Spasski, der nach ihrem Tod die Trauerrede hielt. Kurz darauf, im September 2001, wurde der Klub, der in finanzielle Schwierigkeiten geraten war, gegen den Widerstand ihrer Tochter Muriel in NAO Chess Club umbenannt.

## Nationalmannschaft
Chantal Chaudé de Silans spielte bei der Schacholympiade 1950 in Dubrovnik in der französischen Nationalmannschaft und war damit die erste Frau, die an einer (offiziellen) Schacholympiade teilnahm. Auch bei den Qualifikationswettkämpfen zur Mannschaftseuropameisterschaft 1957 kam sie zweimal zum Einsatz. Mit der französischen Frauenmannschaft nahm sie an der Schacholympiade 1957 in Emmen, der ersten Schacholympiade der Frauen, teil.